# Клегхорн (Ајова)
Клегхорн (енгл. Cleghorn) град је у америчкој савезној држави Ајова. По попису становништва из 2010. у њему је живело 240 становника.

## Демографија
Према попису становништва из 2010. у граду је живело 240 становника, што је -10 (-4.0%) становника више него 2000. године.
| Група             | 2000.        | 2010.       |
| Белци             | 250 (100.0%) | 220 (91,7%) |
| Афроамериканци    | 0 (0,0%)     | 2 (0,8%)    |
| Азијати           | 0 (0,0%)     | 1 (0,4%)    |
| Хиспаноамериканци | 0 (0,0%)     | 9 (3,8%)    |
| Укупно            | 250          | 240         |